# Piptostigma calophyllum
Piptostigma calophyllum Mildbr. & Diels – gatunek rośliny z rodziny flaszowcowatych (Annonaceae Juss.). Występuje naturalnie w Kamerunie oraz Gabonie. 

## Morfologia
PokrójZimozielone drzewo lub krzew dorastające do 8–12 m wysokości. Młode pędy są owłosione.
LiścieMają odwrotnie jajowaty kształt. Mierzą 60–77 cm długości oraz 20–39 cm szerokości. Są lekko owłosione od spodu. Nasada liścia jest sercowata. Blaszka liściowa jest o spiczastym wierzchołku. Osadzone są na krótkim ogonku liściowym.
KwiatySą zebrane w grona, rozwijają się w kątach pędów lub bezpośrednio na pniach i gałęziach (kaulifloria). Są zwisające. Mają żółtą barwę. Działki kielicha mają trójkątny kształt, są owłosione i dorastają do 5–6 mm długości. Płatki zewnętrzne mają trójkątny kształt i osiągają do 5–6 mm długości, natomiast wewnętrzne są równowąsko lancetowate. Kwiaty mają 10–12 owłosionych owocolistków o podłużnym kształcie.

## Biologia i ekologia
Rośnie w wilgotnych lasach.